# Astracantha spiciformis
Astracantha spiciformis là một loài thực vật có hoa trong họ Đậu. Loài này được (Eig) Greuter miêu tả khoa học đầu tiên năm 1986.